# مونيكا جيل
مونيكا جيل (بالإنجليزية: Monica Gill)‏ هي متسابقة ملكة الجمال وعارضة وممثلة أمريكية، ولدت في 20 يوليو 1990 ببوسطن في الولايات المتحدة.

## وصلات خارجية
- مونيكا جيل على موقع IMDb (الإنجليزية)
- مونيكا جيل على موقع قاعدة بيانات الفيلم (الإنجليزية)
- مونيكا جيل على موقع كينوبويسك (الروسية)